# Miguelanxo Prado
Miguelanxo Prado (ur. 1958 w A Coruña) – hiszpański twórca komiksów. Autor komiksów: Chienne de vie, Amori tangenti, Trait de craie, Trazo de Tiza.